# Cobhlair Mor
Cobhlaith Mór Ní Conchobhair, dama gaèlica que va morir el 1395 a Irlanda.

## Vida
Va ser membre de la dinastia O'Conor (Uí Chronchobair), els ancestres de Síol Muireadaigh havien estat els Reis de Connacht des del segle vii.
El seu pare, Cathal mac Domhnall Ó Conchobair, va regnar els anys 1318-24 i va ser el primer Ó Conchobhair Sligigh; El seu avantpassat, Tairrdelbach Ua Conchobair (mort l'any 1156), va ser un dels últims reis d'Irlanda.
Va ser una important dona irlandesa i una defensora de la cultura gaèlica en un temps en què va ser socavada pel rei Eduard III d'Anglaterra. En 1367, les tradicions gaèliques van ser declarades il·legals pels Estatuts de Kilkenny.
El seu obituari afirma que estava casada amb els següents reis gaètics: 
- 1 - Niall Ó Domhnaill, rei de Tír Chonaill
- 2 - Aodh Ó Ruairc, rei de Breifne
- 3 - Cathal mac Aedh Breifneach Ó Conchobair, a Ríoghdhamhna i germà a Aedh mac Aedh Breifneach Ó Conchobair, rei el 1342.[2]

En els annals del Regne d'Irlanda, se la coneix com a "Port na-d-Tri Namhat" (port de tres enemics) perquè els seus tres marits eren enemics els uns dels altres.
Va ser enterrada al monestir de Boyle.